# Hemitriccus obsoletus
Hemitriccus obsoletus là một loài chim trong họ Tyrannidae.